# Westdeutsche Fußballmeisterschaft 1930/31
Die westdeutsche Fußballmeisterschaft 1930/31 war der 24. vom Westdeutschen Spiel-Verband organisierte Wettbewerb. Sieger wurde Fortuna Düsseldorf. In der Endrunde um die deutsche Meisterschaft erreichten die Düsseldorfer das Achtelfinale.
In den acht Bezirken wurden zunächst Bezirksmeister ermittelt. Die Bezirksmeister ermittelten anschließend im Ligasystem den westdeutschen Meister, der sich zusammen mit dem Vizemeister direkt für die deutsche Meisterschaft qualifizierte. Der Dritte der westdeutschen Endrunde ermittelte gegen den Sieger der Runde der Zweiten den dritten westdeutschen Teilnehmer.

## Bezirksmeisterschaften

### Rhein

#### Gruppe 1
| Pl. | Verein               | Sp. | S  | U | N  | Tore    | Quote | Punkte |
| --- | -------------------- | --- | -- | - | -- | ------- | ----- | ------ |
| 1.  | Rheydter Spielverein | 20  | 15 | 3 | 2  | 077:370 | 2,08  | 33:70  |
| 2.  | Kölner BC 01         | 20  | 12 | 5 | 3  | 070:310 | 2,26  | 29:11  |
| 3.  | SpVgg Sülz 07        | 20  | 11 | 3 | 6  | 064:360 | 1,78  | 25:15  |
| 4.  | Grün-Weiß Viersen    | 20  | 10 | 3 | 7  | 047:420 | 1,12  | 23:17  |
| 5.  | Bonner FV 01         | 20  | 9  | 2 | 9  | 048:550 | 0,87  | 20:20  |
| 6.  | SC München-Gladbach  | 20  | 7  | 3 | 10 | 043:410 | 1,05  | 17:23  |
| 7.  | TuRa Bonn            | 20  | 7  | 3 | 10 | 042:550 | 0,76  | 17:23  |
| 8.  | SpV Wickrath         | 20  | 7  | 1 | 12 | 043:620 | 0,69  | 15:25  |
| 9.  | Kölner CfR           | 20  | 6  | 2 | 12 | 045:500 | 0,90  | 14:26  |
| 10. | SSV Vingst 05        | 20  | 5  | 4 | 11 | 031:520 | 0,60  | 14:26  |
| 11. | SSV Troisdorf 05     | 20  | 6  | 1 | 13 | 033:820 | 0,40  | 13:27  |

#### Gruppe 2
| Pl. | Verein                    | Sp. | S  | U | N  | Tore    | Quote | Punkte |
| --- | ------------------------- | --- | -- | - | -- | ------- | ----- | ------ |
| 1.  | Alemannia Aachen          | 20  | 15 | 3 | 2  | 072:200 | 3,60  | 33:70  |
| 2.  | Mülheimer SV 06           | 20  | 13 | 1 | 6  | 073:410 | 1,78  | 27:13  |
| 3.  | SpVg Odenkirchen          | 20  | 12 | 3 | 5  | 059:480 | 1,23  | 27:13  |
| 4.  | Rhenania Köln             | 20  | 11 | 2 | 7  | 044:410 | 1,07  | 24:16  |
| 5.  | Viktoria Rheydt           | 20  | 10 | 2 | 8  | 045:450 | 1,00  | 22:18  |
| 6.  | Blau-Weiß 06 Köln         | 20  | 8  | 3 | 9  | 038:370 | 1,03  | 19:21  |
| 7.  | VfR Köln 04 rrh.          | 20  | 8  | 2 | 10 | 049:440 | 1,11  | 18:22  |
| 8.  | Borussia München-Gladbach | 20  | 6  | 4 | 10 | 031:510 | 0,61  | 16:24  |
| 9.  | SC Düren 03               | 20  | 4  | 5 | 11 | 025:420 | 0,60  | 13:27  |
| 10. | SV Waldhausen             | 20  | 5  | 2 | 13 | 028:650 | 0,43  | 12:28  |
| 11. | SV Bergisch Gladbach 09   | 20  | 2  | 5 | 13 | 027:570 | 0,47  | 09:31  |

Entscheidungsspiel um Platz 2:
|                 | Ergebnis |                  |
| --------------- | -------- | ---------------- |
| Mülheimer SV 06 | 5:6      | SpVg Odenkirchen |

#### Endspiel
|                      | Ergebnis |                  |
| -------------------- | -------- | ---------------- |
| Rheydter Spielverein | 2:3      | Alemannia Aachen |

### Mittelrhein

#### Gruppe 1 (rechtsrheinisch)
| Pl. | Verein              | Sp. | S  | U | N | Tore    | Quote | Punkte |
| --- | ------------------- | --- | -- | - | - | ------- | ----- | ------ |
| 1.  | FV Neuendorf        | 14  | 11 | 1 | 2 | 066:240 | 2,75  | 23:50  |
| 2.  | SC Koblenz 00/02    | 14  | 8  | 2 | 4 | 031:200 | 1,55  | 18:10  |
| 3.  | FV Engers 07        | 14  | 7  | 2 | 5 | 041:420 | 0,98  | 16:12  |
| 4.  | Germania Metternich | 14  | 5  | 4 | 5 | 029:380 | 0,76  | 14:14  |
| 5.  | SV Elz              | 14  | 6  | 2 | 6 | 026:360 | 0,72  | 14:14  |
| 6.  | VfR 07 Limburg      | 14  | 5  | 3 | 6 | 027:240 | 1,13  | 13:15  |
| 7.  | SV Niederlahnstein  | 14  | 3  | 3 | 8 | 020:310 | 0,65  | 09:19  |
| 8.  | SC Oberlahnstein    | 14  | 0  | 5 | 9 | 023:480 | 0,48  | 05:23  |

#### Gruppe 2 (linksrheinisch)
| Pl. | Verein             | Sp. | S  | U | N | Tore    | Quote | Punkte |
| --- | ------------------ | --- | -- | - | - | ------- | ----- | ------ |
| 1.  | TuS Mayen          | 12  | 10 | 1 | 1 | 028:140 | 2,00  | 21:30  |
| 2.  | VfB Lützel         | 12  | 8  | 1 | 3 | 042:170 | 2,47  | 17:70  |
| 3.  | SC 07 Bad Neuenahr | 12  | 6  | 1 | 5 | 032:240 | 1,33  | 13:11  |
| 4.  | Spvgg Andernach    | 12  | 5  | 1 | 6 | 027:300 | 0,90  | 11:13  |
| 5.  | SC Neuwied         | 12  | 4  | 2 | 6 | 029:280 | 1,04  | 10:14  |
| 6.  | Preußen Koblenz    | 12  | 2  | 2 | 8 | 017:350 | 0,49  | 06:18  |
| 7.  | Fortuna Kottenheim | 12  | 2  | 2 | 8 | 013:400 | 0,33  | 06:18  |

#### Endspiele
|              | Ergebnis |              |
| ------------ | -------- | ------------ |
| FV Neuendorf | 4:3      | TuS Mayen    |
| TuS Mayen    | 2:3      | FV Neuendorf |

### Niederrhein

#### Gruppe A
| Pl. | Verein                  | Sp. | S  | U | N  | Tore    | Quote | Punkte |
| --- | ----------------------- | --- | -- | - | -- | ------- | ----- | ------ |
| 1.  | Meidericher SV          | 16  | 14 | 1 | 1  | 065:190 | 3,42  | 29:30  |
| 2.  | Homberger SV            | 16  | 11 | 2 | 3  | 043:180 | 2,39  | 24:80  |
| 3.  | Union Krefeld           | 16  | 10 | 1 | 5  | 030:210 | 1,43  | 21:11  |
| 4.  | Duisburger FV 08        | 16  | 7  | 3 | 6  | 024:300 | 0,80  | 17:15  |
| 5.  | SpVgg Oberhausen-Styrum | 16  | 8  | 0 | 8  | 053:310 | 1,71  | 16:16  |
| 6.  | Duisburger TSV 1899     | 16  | 5  | 2 | 9  | 021:350 | 0,60  | 12:20  |
| 7.  | SV Kaldenkirchen        | 16  | 3  | 4 | 9  | 026:570 | 0,46  | 10:22  |
| 8.  | VfB Speldorf            | 16  | 3  | 3 | 10 | 018:440 | 0,41  | 09:23  |
| 9.  | GSV Moers               | 16  | 3  | 3 | 10 | 022:470 | 0,47  | 09:23  |

#### Gruppe B
| Pl. | Verein             | Sp. | S  | U | N  | Tore    | Quote | Punkte |
| --- | ------------------ | --- | -- | - | -- | ------- | ----- | ------ |
| 1.  | Sterkrade 06/07    | 14  | 11 | 0 | 3  | 053:250 | 2,12  | 22:60  |
| 2.  | Hamborn 07         | 14  | 8  | 0 | 6  | 045:350 | 1,29  | 16:12  |
| 3.  | Duisburger SpV     | 14  | 6  | 3 | 5  | 037:300 | 1,23  | 15:13  |
| 4.  | VfvB Ruhrort 1900  | 14  | 6  | 3 | 5  | 035:290 | 1,21  | 15:13  |
| 5.  | Preussen Krefeld   | 14  | 7  | 1 | 6  | 029:270 | 1,07  | 15:13  |
| 6.  | SpVgg Meiderich 06 | 14  | 5  | 3 | 6  | 024:250 | 0,96  | 13:15  |
| 7.  | VfR 08 Oberhausen  | 14  | 3  | 4 | 7  | 027:390 | 0,69  | 10:18  |
| 8.  | TuRV Duisburg      | 14  | 2  | 2 | 10 | 016:560 | 0,29  | 06:22  |

#### Endspiele
|                 | Ergebnis |                 |
| --------------- | -------- | --------------- |
| Meidericher SV  | 5:1      | Sterkrade 06/07 |
| Sterkrade 06/07 | 5:5      | Meidericher SV  |

### Berg-Mark

#### Gruppe I
| Pl. | Verein               | Sp. | S  | U | N  | Tore    | Quote | Punkte |
| --- | -------------------- | --- | -- | - | -- | ------- | ----- | ------ |
| 1.  | Fortuna Düsseldorf   | 18  | 15 | 1 | 2  | 056:140 | 4,00  | 31:50  |
| 2.  | VfL Benrath          | 18  | 13 | 2 | 3  | 065:250 | 2,60  | 28:80  |
| 3.  | TuRU Düsseldorf      | 18  | 12 | 2 | 4  | 047:340 | 1,38  | 26:10  |
| 4.  | SpVgg 04 Ratingen    | 18  | 6  | 7 | 5  | 037:350 | 1,06  | 19:17  |
| 5.  | SSV Oberkassel       | 18  | 5  | 6 | 7  | 029:360 | 0,81  | 16:20  |
| 6.  | TSV Eller 04         | 18  | 6  | 2 | 10 | 036:560 | 0,64  | 14:22  |
| 7.  | Düsseldorfer SC 1899 | 18  | 5  | 3 | 10 | 026:380 | 0,68  | 13:23  |
| 8.  | Viktoria Düsseldorf  | 18  | 5  | 2 | 11 | 031:540 | 0,57  | 12:24  |
| 9.  | VfR Gerresheim       | 18  | 4  | 3 | 11 | 033:430 | 0,77  | 11:25  |
| 10. | BV 04 Düsseldorf     | 18  | 3  | 4 | 11 | 021:460 | 0,46  | 10:26  |

#### Gruppe II
| Pl. | Verein                 | Sp. | S  | U | N  | Tore    | Quote | Punkte |
| --- | ---------------------- | --- | -- | - | -- | ------- | ----- | ------ |
| 1.  | Schwarz-Weiß Wuppertal | 16  | 12 | 1 | 3  | 048:220 | 2,18  | 25:70  |
| 2.  | SSVg Barmen            | 16  | 9  | 1 | 6  | 056:390 | 1,44  | 19:13  |
| 3.  | Germania Elberfeld     | 16  | 8  | 2 | 6  | 038:370 | 1,03  | 18:14  |
| 4.  | SpVgg Gräfrath         | 16  | 8  | 1 | 7  | 029:320 | 0,91  | 17:15  |
| 5.  | FC Schwelm 06          | 16  | 7  | 2 | 7  | 034:340 | 1,00  | 16:16  |
| 6.  | VfR Ohligs             | 16  | 6  | 4 | 6  | 027:320 | 0,84  | 16:16  |
| 7.  | SC Sonnborn 07         | 16  | 6  | 2 | 8  | 036:340 | 1,06  | 14:18  |
| 8.  | FC Solingen 95         | 16  | 3  | 4 | 9  | 027:440 | 0,61  | 10:22  |
| 9.  | SSV Elberfeld          | 16  | 3  | 3 | 10 | 027:450 | 0,60  | 09:23  |

#### Endspiele
|                        | Ergebnis |                        |
| ---------------------- | -------- | ---------------------- |
| Schwarz-Weiß Wuppertal | 0:3      | Fortuna Düsseldorf     |
| Fortuna Düsseldorf     | 8:0      | Schwarz-Weiß Wuppertal |

### Ruhr

#### Gruppe A
| Pl. | Verein             | Sp. | S  | U | N  | Tore    | Quote | Punkte |
| --- | ------------------ | --- | -- | - | -- | ------- | ----- | ------ |
| 1.  | Germania Bochum    | 16  | 13 | 1 | 2  | 034:160 | 2,13  | 27:50  |
| 2.  | Westfalia Herne    | 16  | 13 | 1 | 2  | 057:370 | 1,54  | 27:50  |
| 3.  | Alemannia Dortmund | 16  | 8  | 2 | 6  | 041:340 | 1,21  | 18:14  |
| 4.  | MBV Linden 05      | 16  | 7  | 2 | 7  | 050:370 | 1,35  | 16:16  |
| 5.  | Sportfreunde Essen | 16  | 6  | 3 | 7  | 023:290 | 0,79  | 15:17  |
| 6.  | FC Schalke 04      | 16  | 6  | 1 | 9  | 030:250 | 1,20  | 13:19  |
| 7.  | SuS Schalke 96     | 16  | 6  | 1 | 9  | 036:350 | 1,03  | 13:19  |
| 8.  | Essener SV 1899    | 16  | 3  | 3 | 10 | 033:510 | 0,65  | 09:23  |
| 9.  | STV Horst-Emscher  | 16  | 3  | 0 | 13 | 023:630 | 0,37  | 06:26  |

Entscheidungsspiel um Platz 1:
|                 | Ergebnis |                 |
| --------------- | -------- | --------------- |
| Germania Bochum | 2:1      | Westfalia Herne |

#### Gruppe B
| Pl. | Verein                | Sp. | S  | U | N  | Tore    | Quote | Punkte |
| --- | --------------------- | --- | -- | - | -- | ------- | ----- | ------ |
| 1.  | Schwarz-Weiß Essen    | 18  | 11 | 4 | 3  | 043:220 | 1,95  | 26:10  |
| 2.  | Union Gelsenkirchen   | 18  | 12 | 2 | 4  | 044:240 | 1,83  | 26:10  |
| 3.  | SC Gelsenkirchen 07   | 18  | 9  | 3 | 6  | 037:290 | 1,28  | 21:15  |
| 4.  | BV Altenessen 06      | 18  | 9  | 2 | 7  | 043:400 | 1,08  | 20:16  |
| 5.  | Germania Herne        | 18  | 8  | 4 | 6  | 039:420 | 0,93  | 20:16  |
| 6.  | Rot-Weiss Essen       | 18  | 9  | 1 | 8  | 045:400 | 1,13  | 19:17  |
| 7.  | STV Werne             | 18  | 8  | 2 | 8  | 045:430 | 1,05  | 18:18  |
| 8.  | Sportfreunde Dortmund | 18  | 7  | 1 | 10 | 042:540 | 0,78  | 15:21  |
| 9.  | SV Castrop 02         | 18  | 3  | 4 | 11 | 035:460 | 0,76  | 10:26  |
| 10. | TuS Bochum 08         | 18  | 2  | 1 | 15 | 029:620 | 0,47  | 05:31  |

Entscheidungsspiel um Platz 1:
|                     | Ergebnis  |                    |
| ------------------- | --------- | ------------------ |
| Union Gelsenkirchen | 3:2 n. V. | Schwarz-Weiß Essen |

#### Endspiel
|                 | Ergebnis |                     |
| --------------- | -------- | ------------------- |
| Germania Bochum | 0:4      | Union Gelsenkirchen |

### Westfalen

#### Gruppe West
| Pl. | Verein                  | Sp. | S  | U | N  | Tore    | Quote | Punkte |
| --- | ----------------------- | --- | -- | - | -- | ------- | ----- | ------ |
| 1.  | Borussia Rheine         | 16  | 11 | 4 | 1  | 051:250 | 2,04  | 26:60  |
| 2.  | SpVgg Herten            | 16  | 11 | 3 | 2  | 045:200 | 2,25  | 25:70  |
| 3.  | Viktoria Recklinghausen | 16  | 8  | 1 | 7  | 029:300 | 0,97  | 17:15  |
| 4.  | Preußen Münster         | 16  | 7  | 2 | 7  | 022:230 | 0,96  | 16:16  |
| 5.  | Union Recklinghausen    | 16  | 6  | 3 | 7  | 029:320 | 0,91  | 15:17  |
| 6.  | Westfalia Scherlebeck   | 16  | 5  | 3 | 8  | 031:350 | 0,89  | 13:19  |
| 7.  | SC Münster 08           | 16  | 5  | 2 | 9  | 029:400 | 0,73  | 12:20  |
| 8.  | Sparta Nordhorn         | 16  | 4  | 2 | 10 | 033:400 | 0,83  | 10:22  |
| 9.  | VfL Osnabrück           | 16  | 4  | 2 | 10 | 028:520 | 0,54  | 10:22  |

#### Gruppe Ost
| Pl. | Verein             | Sp. | S  | U | N  | Tore    | Quote | Punkte |
| --- | ------------------ | --- | -- | - | -- | ------- | ----- | ------ |
| 1.  | VfB 03 Bielefeld   | 18  | 13 | 4 | 1  | 066:240 | 2,75  | 30:60  |
| 2.  | Arminia Bielefeld  | 18  | 11 | 4 | 3  | 050:230 | 2,17  | 26:10  |
| 3.  | Hammer SpVg        | 18  | 11 | 0 | 7  | 041:280 | 1,46  | 22:14  |
| 4.  | Teutonia Lippstadt | 18  | 9  | 2 | 7  | 027:240 | 1,13  | 20:16  |
| 5.  | SSV Ahlen          | 18  | 8  | 3 | 7  | 038:330 | 1,15  | 19:17  |
| 6.  | SC Unna 08         | 18  | 6  | 4 | 8  | 030:410 | 0,73  | 16:20  |
| 7.  | VfJ 08 Paderborn   | 18  | 7  | 2 | 9  | 029:430 | 0,67  | 16:20  |
| 8.  | Bielefelder SpVgg  | 18  | 6  | 2 | 10 | 027:370 | 0,73  | 14:22  |
| 9.  | Union Herford      | 18  | 4  | 2 | 12 | 032:560 | 0,57  | 10:26  |
| 10. | Westfalia Ahlen    | 18  | 3  | 1 | 14 | 016:470 | 0,34  | 07:29  |

#### Endspiele
|                  | Ergebnis |                  |
| ---------------- | -------- | ---------------- |
| Borussia Rheine  | 3:3      | VfB 03 Bielefeld |
| VfB 03 Bielefeld | 0:0      | Borussia Rheine  |

Das Rückspiel wurde aus unbekannten Gründen für Bielefeld als gewonnen gewertet.

### Südwestfalen
| Pl. | Verein              | Sp. | S  | U | N  | Tore    | Quote | Punkte |
| --- | ------------------- | --- | -- | - | -- | ------- | ----- | ------ |
| 1.  | SuS Hüsten 09       | 18  | 17 | 0 | 1  | 090:180 | 5,00  | 34:20  |
| 2.  | Hagen 72            | 18  | 13 | 1 | 4  | 035:260 | 1,35  | 27:90  |
| 3.  | VfB 07 Weidenau     | 18  | 8  | 3 | 7  | 046:440 | 1,05  | 19:17  |
| 4.  | Sportfreunde Siegen | 18  | 7  | 4 | 7  | 041:450 | 0,91  | 18:18  |
| 5.  | SpVgg Hagen         | 18  | 8  | 1 | 9  | 034:350 | 0,97  | 17:19  |
| 6.  | SuS Gevelsberg      | 18  | 7  | 2 | 9  | 042:560 | 0,75  | 16:20  |
| 7.  | TuS Jahn Werdohl    | 18  | 7  | 1 | 10 | 031:380 | 0,82  | 15:21  |
| 8.  | Hagener SC 05       | 18  | 7  | 0 | 11 | 047:500 | 0,94  | 14:22  |
| 9.  | SC Lichtenplatz     | 18  | 5  | 3 | 10 | 030:420 | 0,71  | 13:23  |
| 9.  | Germania Mudersbach | 18  | 3  | 1 | 14 | 036:780 | 0,46  | 07:29  |

### Hessen-Hannover

#### Gruppe Nord
| Pl. | Verein              | Sp. | S  | U | N  | Tore    | Quote | Punkte |
| --- | ------------------- | --- | -- | - | -- | ------- | ----- | ------ |
| 1.  | CSC 03 Kassel       | 14  | 11 | 2 | 1  | 069:240 | 2,88  | 24:40  |
| 2.  | SV Kurhessen Kassel | 14  | 8  | 2 | 4  | 053:260 | 2,04  | 18:10  |
| 3.  | FC Großalmerode     | 14  | 7  | 4 | 3  | 025:260 | 0,96  | 18:10  |
| 4.  | 1. SC Göttingen 05  | 14  | 7  | 2 | 5  | 053:230 | 2,30  | 16:12  |
| 5.  | SV Hessen Kassel    | 14  | 7  | 1 | 6  | 035:350 | 1,00  | 15:13  |
| 6.  | Einbecker SV 05     | 14  | 4  | 1 | 9  | 023:490 | 0,47  | 09:19  |
| 7.  | SVG Göttingen 07    | 14  | 3  | 2 | 9  | 023:520 | 0,44  | 08:20  |
| 8.  | FC Grone            | 14  | 1  | 2 | 11 | 019:650 | 0,29  | 04:24  |

#### Gruppe Süd
| Pl. | Verein                | Sp. | S  | U | N  | Tore    | Quote | Punkte |
| --- | --------------------- | --- | -- | - | -- | ------- | ----- | ------ |
| 1.  | Borussia Fulda        | 16  | 11 | 1 | 4  | 046:180 | 2,56  | 23:90  |
| 2.  | BC Sport Kassel       | 16  | 10 | 3 | 3  | 046:240 | 1,92  | 23:90  |
| 3.  | VfB Kurhessen Marburg | 16  | 10 | 2 | 4  | 047:360 | 1,31  | 22:10  |
| 4.  | SG Hessen Hersfeld    | 16  | 5  | 5 | 6  | 026:360 | 0,72  | 15:17  |
| 5.  | Spielverein 06 Kassel | 16  | 6  | 2 | 8  | 044:370 | 1,19  | 14:18  |
| 6.  | Hermannia Kassel      | 16  | 5  | 4 | 7  | 038:420 | 0,90  | 14:18  |
| 7.  | VfB 08 Gießen         | 16  | 6  | 2 | 8  | 027:430 | 0,63  | 14:18  |
| 8.  | Germania Fulda        | 16  | 6  | 1 | 9  | 019:340 | 0,56  | 13:19  |
| 9.  | FSV Ockershausen      | 16  | 2  | 2 | 12 | 020:430 | 0,47  | 06:26  |

Entscheidungsspiel um Platz 1:
|                | Ergebnis |                 |
| -------------- | -------- | --------------- |
| Borussia Fulda | 5:0      | BC Sport Kassel |

#### Endspiele
|                | Ergebnis |                |
| -------------- | -------- | -------------- |
| Borussia Fulda | 0:1      | CSC 03 Kassel  |
| CSC 03 Kassel  | 3:0      | Borussia Fulda |

## Endrunde

### Westdeutsche Meisterschaft

#### Vorrunde Nord
| Pl. | Verein              | Sp. | S | U | N | Tore    | Quote | Punkte |
| --- | ------------------- | --- | - | - | - | ------- | ----- | ------ |
| 1.  | VfB 03 Bielefeld    | 3   | 2 | 1 | 0 | 009:400 | 2,25  | 05:10  |
| 2.  | Meidericher SV      | 3   | 1 | 1 | 1 | 004:300 | 1,33  | 03:30  |
| 3.  | SuS Hüsten 09       | 3   | 1 | 0 | 2 | 003:600 | 0,50  | 02:40  |
| 4.  | Union Gelsenkirchen | 3   | 1 | 0 | 2 | 003:600 | 0,50  | 02:40  |

| Ergebnisse          | BIE | MEI | HÜS | GEL |
| VfB 03 Bielefeld    | –   | 1:1 | 4:1 | 4:2 |
| Meidericher SV      | –   | –   | 1:2 | 2:0 |
| SuS Hüsten 09       | –   | –   | –   | 0:1 |
| Union Gelsenkirchen | –   | –   | –   | –   |

#### Vorrunde Süd
| Pl. | Verein             | Sp. | S | U | N | Tore    | Quote | Punkte |
| --- | ------------------ | --- | - | - | - | ------- | ----- | ------ |
| 1.  | Fortuna Düsseldorf | 3   | 3 | 0 | 0 | 011:400 | 2,75  | 06:0   |
| 2.  | Alemannia Aachen   | 3   | 1 | 0 | 2 | 007:600 | 1,17  | 02:40  |
| 3.  | FV Neuendorf       | 3   | 1 | 0 | 2 | 006:800 | 0,75  | 02:40  |
| 4.  | CSC 03 Kassel      | 3   | 1 | 0 | 2 | 005:110 | 0,45  | 02:40  |

| Ergebnisse         | DÜS | AAC | NEU | KAS |
| Fortuna Düsseldorf | –   | 2:1 | 4:2 | 5:1 |
| Alemannia Aachen   | –   | –   | 1:3 | 5:1 |
| FV Neuendorf       | –   | –   | –   | 1:3 |
| CSC 03 Kassel      | –   | –   | –   | –   |

Aachen, Neuendorf und Kassel spielten eine zusätzliche Entscheidungsrunde um Platz zwei.
| Pl. | Verein           | Sp. | S | U | N | Tore    | Quote | Punkte |
| --- | ---------------- | --- | - | - | - | ------- | ----- | ------ |
| 1.  | Alemannia Aachen | 2   | 2 | 0 | 0 | 007:200 | 3,50  | 04:0   |
| 2.  | CSC 03 Kassel    | 3   | 1 | 0 | 2 | 007:600 | 1,17  | 02:40  |
| 3.  | FV Neuendorf     | 2   | 0 | 0 | 2 | 003:900 | 0,33  | 0:40   |

| Ergebnisse       | AAC | KAS | NEU |
| Alemannia Aachen | –   | 3:2 | 4:0 |
| CSC 03 Kassel    | –   | –   | 5:3 |
| FV Neuendorf     | –   | –   | –   |

#### Endrunde
| Pl. | Verein             | Sp. | S | U | N | Tore    | Quote | Punkte |
| --- | ------------------ | --- | - | - | - | ------- | ----- | ------ |
| 1.  | Fortuna Düsseldorf | 3   | 2 | 1 | 0 | 010:300 | 3,33  | 05:10  |
| 2.  | VfB 03 Bielefeld   | 3   | 1 | 2 | 0 | 009:600 | 1,50  | 04:20  |
| 3.  | Meidericher SV     | 3   | 1 | 1 | 1 | 004:600 | 0,67  | 03:30  |
| 4.  | Alemannia Aachen   | 3   | 0 | 0 | 3 | 002:100 | 0,20  | 0:60   |

| Ergebnisse         | DÜS | BIE | MEI | AAC |
| Fortuna Düsseldorf | –   | 2:2 | 4:1 | 4:0 |
| VfB 03 Bielefeld   | –   | –   | 2:2 | 5:2 |
| Meidericher SV     | –   | –   | –   | 1:0 |
| Alemannia Aachen   | –   | –   | –   | –   |

### Runde der Zweiten

#### Viertelfinale
| Datum         |                 | Ergebnis  |                        | Ort            |
| ------------- | --------------- | --------- | ---------------------- | -------------- |
| 8. März 1931  | Sterkrade 06/07 | 2:1 n. V. | Hagen 72               | Oberhausen     |
| 15. März 1931 | TuS Mayen       | 1:4       | Schwarz-Weiß Wuppertal | Neuwied        |
| 15. März 1931 | Borussia Fulda  | 1:2 n. V. | Rheydter Spielverein   | Fulda          |
| 22. März 1931 | Borussia Rheine | 4:2       | Germania Bochum        | Recklinghausen |

#### Halbfinale
| Datum          |                        | Ergebnis |                 | Ort              |
| -------------- | ---------------------- | -------- | --------------- | ---------------- |
| 12. April 1931 | Rheydter Spielverein   | 7:1      | Sterkrade 06/07 | München-Gladbach |
| 12. April 1931 | Schwarz-Weiß Wuppertal | 6:2      | Borussia Rheine | Wuppertal        |

#### Finale
| Datum          |                        | Ergebnis |                      | Ort   |
| -------------- | ---------------------- | -------- | -------------------- | ----- |
| 19. April 1931 | Schwarz-Weiß Wuppertal | 2:0      | Rheydter Spielverein | Neuss |

### Entscheidungsspiel um die Teilnahme an der deutschen Meisterschaft
| Datum        |                | Ergebnis |                        | Ort   |
| ------------ | -------------- | -------- | ---------------------- | ----- |
| 10. Mai 1931 | Meidericher SV | 4:2      | Schwarz-Weiß Wuppertal | Essen |